# Rosasite
La rosasite est un minéral carbonaté, présentant un potentiel mineur d'utilisation comme minerai de zinc et de cuivre secondaire. Chimiquement, il s'agit d'un hydroxy-carbonate de cuivre et de zinc de formule (Cu,Zn)2(CO3)(OH)2 avec un rapport cuivre/zinc de 3:2. 

## Description
Les cristaux fibreux de rosasite bleu-vert se trouvent généralement dans des agrégats globulaires, souvent associés à de la limonite rouge et à d'autres minéraux colorés. Elle existe en incrustation avec une forme des agrégats semblables à une croûte sur la matrice, sous forme mamillaire c'est-à-dire arrondies plus grandes « en forme de sein », sous forme botryoïdale comme la malachite, et en agrégats sphériques et arrondis. Elle ressemble beaucoup à l'aurichalcite, mais s'en distingue par une dureté supérieure.
Elle a un structure cristalline monoclinique et un groupe d'espace P21/a ou P21/b selon les équipes de recherche. Sa classe cristalline est 2/m.
Elle fait partie du groupe minéral éponyme : 
| Groupe de la rosasite |                    |
| Chukanovite           | Fe2+2(CO3)(OH)2    |
| Glaukosphaérite       | (Cu,Ni)2(CO3)(OH)2 |
| Malachite             | Cu2(CO3)(OH)2      |
| Mcguinnessite         | (Mg,Cu)2(CO3)(OH)2 |
| Nullaginite           | Ni2(CO3)(OH)2      |
| Parádsasvárite        | Zn2(CO3)(OH)2      |
| Perchiazziite         | Co2(CO3)(OH)2      |
| Pokrovskite           | Mg2(CO3)(OH)2      |
| Rosasite              | (Cu,Zn)2(CO3)(OH)2 |
| Zincrosasite          | (Zn,Cu)2(CO3)(OH)2 |

## Paragénèse et gîtologie
La rosasite se forme par des processus paragénétiques complexes. Un de ces scénarios (phase 47a) est expliqué par l'hydratation en surface de minéraux préexistants. Consécutivement ou indépendamment la rosasite peut se former (phase 47c), avec les carbonates, phosphates, borates et nitrates. L'âge le plus ancien associé à la rosasite coïncide avec la Grande Oxydation, survenue il y a moins de 2,4 milliards d'années. La rosasite peut également être produite dans un contexte anthropogénique (phases10b et 55), lié à l'activité minière humaine, avec une datation inférieure à 10 000 ans.

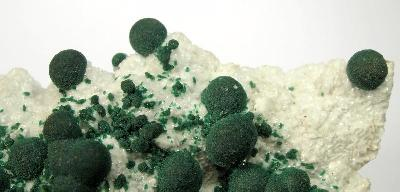
Ce grand spécimen de Tsumeb en Namibie se compose de belles boules de rosasite bien définies sur une matrice de dolomite blanche.

La rosasite est un minéral secondaire rare présent dans la zone d'oxydation des gisements de cuivre-zinc généralement formé par des solutions zincifères sur des minéraux primaires de cuivre où elle est associée à la malachite, l'aurichalcite, la smithsonite, la cérussite, l'hydrozincite, l'hémimorphite mais aussi la sidérite, la greenockite et la brochantite dans sa localité type. 

Elle a été découverte à l'origine en 1908 par le géologue et paléontologue italien Domenico Lovisato, dans la mine Rosas en Sardaigne, en Italie, sa localité type à l'origine de son nom. Elle a comme synonyme parauricalcite-I. Même si elle est rare, ses gisements sont nombreux dans le monde.